# برزیل در المپیک تابستانی ۱۹۹۶
برزیل در بازی‌های المپیک تابستانی ۱۹۹۶ که در شهر آتلانتا ایالات متحده آمریکا برگزار شد، کاروان برزیل با ۲۲۵ ورزشکار در این رقابت‌ها شرکت کرد و موفق به کسب ۱۵ مدال (۳ طلا، ۳ نقره، ۹ برنز) شد. در جدول رتبه‌بندی توزیع مدال‌ها، برزیل در ردهٔ ۲۵ مسابقات قرار گرفت.